# Синхронне плавання на Чемпіонаті Європи з водних видів спорту 2021 — соло, довільна програма
Змагання з синхронного плавання в довільній програмі соло на Чемпіонаті Європи з водних видів спорту 2018 відбулися 10 та 12 травня.

## Результати[1]
| Місце | Плавчиня             | Країна          | Попередній раунд | Попередній раунд | Фінал   | Фінал |
| Місце | Плавчиня             | Країна          | Очки             | Місце            | Очки    | Місце |
| ----- | -------------------- | --------------- | ---------------- | ---------------- | ------- | ----- |
| 1     | Варвара Субботіна    | Росія           | 95.6000          | 1                | 96,4333 | 1     |
| 2     | Марта Фєдіна         | Україна         | 92,7667          | 2                | 93,7000 | 2     |
| 3     | Євангелія Платаніоті | Греція          | 89,9667          | 3                | 90,8000 | 3     |
| 4     | Василина Хандошка    | Білорусь        | 87,9667          | 5                | 90,2333 | 4     |
| 5     | Васілікі Александрі  | Австрія         | 87,9667          | 4                | 88,8667 | 5     |
| 6     | Кейт Шортман         | Велика Британія | 85,2333          | 8                | 86,0000 | 6     |
| 7     | Мірея Ернандес Луна  | Іспанія         | 85,9000          | 6                | 85,7333 | 7     |
| 8     | Лара Мечніг          | Ліхтенштейн     | 83,4667          | 9                | 84,7333 | 8     |
| 9     | Марта Мурру          | Італія          | 85,6333          | 7                | 84,5333 | 9     |
| 10    | Поліна Пріказчікова  | Ізраїль         | 80,9667          | 10               | 81,9333 | 10    |
| 11    | Ілона Фарні          | Швейцарія       | 80,3000          | 11               | 81,5333 | 11    |
| 12    | Нада Даабусова       | Словаччина      | 80,0667          | 12               | 80,4333 | 12    |
| 13    | Ясмін Вербера        | Сан-Марино      | 78,833           | 13               |         |       |
| 14    | Алзбета Дуфкова      | Чехія           | 77,6333          | 14               |         |       |
| 15    | Клара Сілободеч      | Хорватія        | 75,3667          | 15               |         |       |
| 16    | Олександра Атанасова | Болгарія        | 75,3333          | 16               |         |       |
| 17    | Клара Тернстром      | Швеція          | 73,3667          | 17               |         |       |
| 18    | Піні Кеккі           | Фінляндія       | 72,6667          | 18               |         |       |